# Étienne Tri Bửu Thiên
Étienne Tri Bửu Thiên (Trà Long, 15 febbraio 1950) è un vescovo cattolico vietnamita, dal 1º gennaio 2025 vescovo emerito di Cần Thơ.

## Biografia
Étienne Tri Bửu Thiên è nato il 15 febbraio 1950 a Tra Long, località del comune di Tân Long nel distretto di Thạnh Trị della provincia di Soc Trang. È entrato nel seminario minore di Cần Thơ nel 1971 e successivamente ha ultimato gli studi di filosofia e teologia presso il Pontificio Collegio Pio X di Ðà Lat nel 1977.
È stato ordinato presbitero il 22 luglio 1987 dal vescovo Emmanuel Lê Phong Thuận. Dal 1991 al 1994 è stato professore al Seminario maggiore Thánh Quý di Cần Thơ. Successivamente è stato selezionato per essere inviato a Roma presso la Pontificia Università Urbaniana dove ha conseguito il dottorato in teologia nel 1998. Tornato in patria, ha ripreso il ruolo di professore di teologia morale al Seminario maggiore di Cần Thơ.

### Ministero episcopale
Il 26 novembre 2002 papa Giovanni Paolo II lo ha nominato vescovo coadiutore di Cần Thơ. Ha ricevuto l'ordinazione episcopale il 18 febbraio 2003 per imposizione delle mani del vescovo Emmanuel Lê Phong Thuận. Durante gli anni come vescovo coadiutore è stato presidente del Comitato per la musica sacra in seno alla Conferenza episcopale del Vietnam, impegnandosi per implementare e diffondere l'utilizzo della musica sacra durante la liturgia in tutte le diocesi vietnamite.
Il 17 ottobre 2010, giorno della morte del suo predecessore, è succeduto nel governo della diocesi.
Si è impegnato per il rinnovamento e la promozione della vita cristiana nella comunità, istituendo un comitato pastorale diocesano per coordinare i progetti a tema "nuova evangelizzazione – famiglia, comunità parrocchiale e società".
Nel 2011, insieme al vescovo di Hà Tĩnh, ha firmato una petizione per chiedere al governo vietnamita la restituzione di una struttura di beneficenza, di proprietà delle suore dal 1876, che era stata temporaneamente data in prestito al governo nel 1976 ma che poi venne requisita come proprietà dello stato.
È stato anche sostenitore delle tematiche di protezione dell'ambiente e contrasto al cambiamento climatico e, volendo attuare l'enciclica di papa Francesco Laudato si', ha promosso il programma "I cattolici sono consapevoli e hanno un comportamento positivo per proteggere l'ambiente e ridurre il cambiamento climatico".
Lo sforzo maggiore a cui si è dedicato negli anni è tuttavia la catechesi. È stato infatti fautore di catechismi a tutti i livelli su diversi temi: l'incontro con il Signore Gesù Cristo, la famiglia, la penitenza, il catechismo per i giovani. Si è impegnato a promuovere l'adorazione eucaristica e l'adorazione al Sacro Cuore di Gesù in tutte le parrocchie, inoltre ha esortato i sacerdoti locali ad tenere corsi biblici affinché la gente comprenda meglio il messaggio evangelico e viverlo nella quotidianità.
Il 1º gennaio 2025 papa Francesco ha accolto la sua rinuncia al governo pastorale della diocesi di Cần Thơ; gli è succeduto il vescovo coadiutore Pierre Lê Tấn Lợi.

## Genealogia episcopale e successione apostolica
La genealogia episcopale è:
- Cardinale Scipione Rebiba
- Cardinale Giulio Antonio Santori
- Cardinale Girolamo Bernerio, O.P.
- Arcivescovo Galeazzo Sanvitale
- Cardinale Ludovico Ludovisi
- Cardinale Luigi Caetani
- Cardinale Ulderico Carpegna
- Cardinale Paluzzo Paluzzi Altieri degli Albertoni
- Papa Benedetto XIII
- Papa Benedetto XIV
- Papa Clemente XIII
- Cardinale Marcantonio Colonna
- Cardinale Giacinto Sigismondo Gerdil, B.
- Cardinale Giulio Maria della Somaglia
- Cardinale Carlo Odescalchi, S.I.
- Cardinale Costantino Patrizi Naro
- Cardinale Lucido Maria Parocchi
- Papa Pio X
- Papa Benedetto XV
- Papa Pio XII
- Cardinale Eugène Tisserant
- Papa Paolo VI
- Arcivescovo Angelo Palmas
- Vescovo Jacques Nguyễn Ngọc Quang
- Vescovo Emmanuel Lê Phong Thuận
- Vescovo Étienne Tri Bửu Thiên

La successione apostolica è:
- Vescovo Pierre Lê Tấn Lợi (2023)